# Hubert Mathis
Hubert Mathis (12 de marzo de 1950) fue un ciclista francés, que fue profesional entre 1975 y 1982. Su mayor éxito deportivo fue una victoria de etapa al Tour de Francia de 1976.

## Palmarés
- 1976
  - Vencedor de una etapa en el Tour de Francia
- 1978
  - 1.º en el Gran Premio de Soissons
- 1980 
  - Vencedor de una etapa a la Vuelta en Luxemburgo
- 1982 
  - Vencedor de una etapa en el Tour del Porvenir

### Resultados al Tour de Francia
- 1975. 41.º de la clasificación general
- 1976. 33.º de la clasificación general. Vencedor de una etapa
- 1978. 45.º de la clasificación general
- 1979. 49.º de la clasificación general
- 1980. Abandona (13.ª etapa)
- 1981. 73.º de la clasificación general

### Resultados en la Vuelta en España
- 1979. 43.º de la clasificación general